# Gustav von König
Gustav Friedrich Theodor von König, auch Gustav von Koenig, (* 16. August 1812 auf Gut Mittel-Sohland, Kreis Görlitz; † 26. September 1885 auf Schloss Noschkowitz) war ein deutscher Jurist und Politiker.
König war Rittergutsbesitzer auf Schloss Noschkowitz bei Ostrau, dessen Gerichtsbarkeit er 1852 an den Staat abtrat. Nach einem Studium der Rechtswissenschaften trat er eine Laufbahn als Richter ein. Zunächst war er als Appellationsrat am Appellationsgericht in Leipzig tätig und wurde dann an das königlich sächsische Oberappellationsgericht versetzt, wo er als Oberappellationsrat und später auch als Vizepräsident tätig war. Er trug den Ehrentitel Geheimer Rat.
Gustav von König gehörte im Laufe seines Lebens beiden Kammern des Sächsischen Landtags an. Von 1851 bis 1854 saß er als Bevollmächtigter der Schönburgischen Rezessherrschaften in der I. Landtagskammer. Anschließend gehörte er von 1857 bis 1864 als Vertreter der Rittergutsbesitzer des Leipziger Kreises der II. Landtagskammer an. Von 1869 bis 1882 war er als Rittergutsbesitzer durch Ernennung durch den sächsischen König Johann wiederum Abgeordneter in der I. Landtagskammer. Von Februar 1879 bis Oktober 1881 gehörte er als Vertreter des Reichstagswahlkreises Königreich Sachsen 10 (Döbeln) und der Deutschen Reichspartei dem Reichstag an.